# 1re cérémonie des Denver Film Critics Society Awards
La 1re cérémonie des Denver Film Critics Society Awards, décernés par la Denver Film Critics Society, a eu lieu le 27 janvier 2010, et a récompensé les films réalisés l'année précédente.

## Palmarès

### Meilleur film
- Démineurs (The Hurt Locker)
  - In the Air (Up in the Air)
  - A Serious Man
  - Star Trek

### Meilleur réalisateur
- Kathryn Bigelow pour Démineurs (The Hurt Locker)
  - Jason Reitman pour In the Air (Up in the Air)
  - Duncan Jones pour Moon
  - Quentin Tarantino pour Inglourious Basterds

### Meilleur acteur
- Jeff Bridges pour le rôle de Bad Blake dans Crazy Heart
  - George Clooney pour le rôle de Ryan Bingham dans In the Air (Up in the Air)
  - Viggo Mortensen pour le rôle du père dans La Route (The Road)
  - Morgan Freeman pour le rôle de Nelson Mandela dans Invictus

### Meilleure actrice
- Carey Mulligan pour le rôle de Jenny dans Une éducation (An Education)
  - Meryl Streep pour le rôle de Julia Child dans Julie et Julia (Julie and Julia)
  - Sandra Bullock pour le rôle de Leigh Anne Tuohy dans The Blind Side
  - Abbie Cornish pour le rôle de Fanny Brawne dans Bright Star

### Meilleur acteur dans un second rôle
- Christoph Waltz pour le rôle du colonel Hans Landa dans Inglourious Basterds
  - Woody Harrelson pour le rôle du capitaine Tony Stone dans The Messenger
  - Stanley Tucci pour le rôle de George Harvey dans Lovely Bones (The Lovely Bones)
  - Christian McKay pour le rôle d'Orson Welles dans Me and Orson Welles

### Meilleure actrice dans un second rôle
- Mo'Nique pour le rôle de Mary Lee Johnston dans Precious (Precious: Based on the Novel 'Push' by Sapphire)
  - Anna Kendrick pour le rôle de Natalie Keener dans In the Air (Up in the Air)
  - Vera Farmiga pour le rôle d'Alex dans In the Air (Up in the Air)
  - Julianne Moore pour le rôle de Charlotte dans A Single Man

### Meilleure distribution
- Star Trek
  - Démineurs (The Hurt Locker)
  - In the Air (Up in the Air)
  - I Love You, Man – Jane Curtin, Jon Favreau, Rashida Jones, Jaime Pressly, Paul Rudd, Jason Segel et J. K. Simmons

### Meilleur scénario original
- Inglourious Basterds – Quentin Tarantino
  - (500) jours ensemble ((500) Days of Summer) – Michael H. Weber et Scott Neustadter
  - Démineurs (The Hurt Locker) – Mark Boal
  - A Serious Man – Joel et Ethan Coen

### Meilleur scénario adapté
- In the Air (Up in the Air) – Jason Reitman et Sheldon Turner
  - Precious (Precious: Based on the Novel 'Push' by Sapphire) – Geoffrey Fletcher
  - Crazy Heart – Scott Cooper
  - The Informant! – Scott Z. Burns

### Meilleure chanson originale
- "The Weary Kind", interprétée par Ryan Bingham et T-Bone Burnett – Crazy Heart
  - "Winter", interprétée par U2 – Brothers
  - "(I Want You to) Come Home", interprétée par Paul McCartney – Everybody's Fine
  - "Other Father Song", interprétée par They Might Be Giants – Coraline

### Meilleure musique de film
- Star Trek – Michael Giacchino
  - Lovely Bones (The Lovely Bones) – Brian Eno
  - Public Enemies – Elliot Goldenthal
  - The Informant! – Marvin Hamlisch

### Meilleur film en langue étrangère
- Thirst, ceci est mon sang (박쥐) •  Corée du Sud
  - Sin Nombre •  Mexique /  États-Unis
  - L'Heure d'été •  France
  - Revanche •  Autriche

### Meilleur film documentaire
- The Cove
  - Anvil ! (Anvil! The Story of Anvil)
  - Best Worst Movie
  - Good Hair

### Meilleur film du Colorado
- Ink
  - The Last Campaign of Governor Booth Gardener

## Statistiques

### Nominations multiples

#### Films
7 : In the Air
4 : Démineurs
3 : Star Trek, Inglourious Basterds, Crazy Heart
2 : Precious, A Serious Man, Lovely Bones, The Informant!

#### Personnalités
2 : Jason Reitman, Quentin Tarantino

### Récompenses multiples
Légende : Nombre de récompenses/Nombre de nominations

#### Films
2 / 3 : Star Trek, Inglourious Basterds, Crazy Heart
2 / 4 : Démineurs

#### Personnalités
Aucune

### Le grand perdant
1 / 7 : In the Air